# Eupolybothrus transsylvanicus
Eupolybothrus transsylvanicus är en mångfotingart som först beskrevs av Robert Latzel 1882.  Eupolybothrus transsylvanicus ingår i släktet Eupolybothrus och familjen stenkrypare. Inga underarter finns listade i Catalogue of Life.